# Štíhlost křídla
Štíhlost křídla letadla je poměr mezi jeho rozpětím a hloubkou. Určuje se výpočtem jako podíl jeho plochy a rozpětí (resp. druhé mocniny rozpětí a plochy).
| Nízká štíhlost křídla | Střední štíhlost křídla | Vysoká štíhlost křídla |